# Ліпніца (комуна)
Ліпніца (рум. Lipnița) — комуна у повіті Констанца в Румунії. До складу комуни входять такі села (дані про населення за 2002 рік):
- Ізвоареле (162 особи)
- Горунь (148 осіб)
- Канлія (703 особи)
- Карвен (512 осіб)
- Кослуджа (843 особи)
- Куюджук (238 осіб)
- Ліпніца (1187 осіб) — адміністративний центр комуни

Комуна розташована на відстані 125 км на схід від Бухареста, 82 км на захід від Констанци.

## Населення
За даними перепису населення 2002 року у комуні проживали 3793 особи.
Національний склад населення комуни:
| Національність   | Кількість осіб | Відсоток |
| ---------------- | -------------- | -------- |
| румуни           | 3491           | 92,0%    |
| турки            | 281            | 7,4%     |
| цигани           | 17             | 0,4%     |
| угорці           | 1              | < 0,1%   |
| росіяни-липовани | 1              | < 0,1%   |
| татари           | 1              | < 0,1%   |
| болгари          | 1              | < 0,1%   |

Рідною мовою назвали:
| Мова      | Кількість осіб | Відсоток |
| --------- | -------------- | -------- |
| румунська | 3513           | 92,6%    |
| турецька  | 278            | 7,3%     |
| угорська  | 1              | < 0,1%   |
| татарська | 1              | < 0,1%   |

Склад населення комуни за віросповіданням:
| Релігія       | Кількість осіб | Відсоток |
| ------------- | -------------- | -------- |
| православні   | 3493           | 92,1%    |
| мусульмани    | 279            | 7,4%     |
| адвентисти    | 9              | 0,2%     |
| римо-католики | 6              | 0,2%     |
| п'ятдесятники | 6              | 0,2%     |